# Provinz Moulay Yacoub

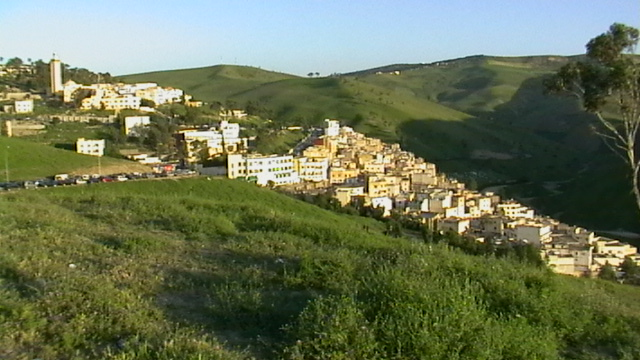
Moulay Yacoub (2010)

Moulay Yacoub (arabisch إقليم مولاي يعقوب, marokkanisches Tamazight ⵜⴰⵙⴳⴰ ⵏ ⵎⵓⵍⴰⵢ ⵢⴰⵄⵇⵓⴱ Tasga n Mulay Yaɛqub) ist eine Provinz in Marokko. Sie gehört seit der Verwaltungsreform von 2015 zur Region Fès-Meknès (davor Fès-Boulemane) und liegt im Zentrum des Landes in der Nähe der Stadt Fès. Die Provinz hat 150.422 Einwohner (2004). Hauptort ist die gleichnamige Stadt Moulay Yacoub mit einer Bevölkerungszahl von 3153 Einwohnern (2004).

## Größte Orte
| Gemeinde     | Einwohner (jeweils 2. September) | Einwohner (jeweils 2. September) |
| Gemeinde     | 1994                             | 2004                             |
| ------------ | -------------------------------- | -------------------------------- |
| Aïn Chkef    | 19.623                           | 36.368                           |
| Sebaâ Rouadi | 17.998                           | 20.695                           |
| Laâjajra     | 13.268                           | 13.931                           |
| Sidi Daoud   | 12.342                           | 12.791                           |
| Aïn Bou Ali  | 12.079                           | 12.269                           |
| Sebt Loudaya | 11.979                           | 12.232                           |
| Aïn Kansra   | 10.568                           | 11.534                           |
| Louadaine    | 10.229                           | 11.283                           |